# Marian Rawa
Marian Rawa  (ur. 14 lipca 1918 w Zamościu, zm. 29 grudnia 2006 w Warszawie) – polski nauczyciel języka polskiego, historyk, dyrektor szkoły, działacz partyjny, związkowy i społeczny.

## Życiorys
Marian Rawa urodził się 14 lipca 1918 r. w Zamościu w powiecie makowskim. W latach 1932–1936 był uczniem w niższym seminarium pasjonistów w Przasnyszu. Następnie był klerykiem nowicjatu pasjonistów w Sadowiu o imieniu zakonnym Antoni w latach 1936–1939. W okresie II wojny światowej zajmował się pracą u brata na gospodarstwie w Zamościu oraz działalnością konspiracyjną. Od 1943 do 1945 pracował przymusowo w Prusach. W latach 1945–1951 pracował jako nauczyciel w szkołach podstawowych w Zamościu, Gostkowie, Nowym Brzozowie, Przasnyszu. Jednocześnie w 1946 roku uczył się w Liceum Pedagogicznym w Mławie uzyskując maturę dla eksternistów. Kontynuując edukację zaocznie w latach 1947–1951 w Instytucie Pedagogicznym ZNP w Warszawie otrzymał dyplom nauczyciela szkół średnich. W 1955 r. podjął zaoczne studia na Uniwersytecie Warszawskim na wydziale polonistyki i w roku 1960 uzyskał dyplom.
W 1956 r. został skierowany na stanowisko dyrektora Liceum Ogólnokształcącego w Przasnyszu. W tym czasie pełnił także funkcje: prezesa Powiatowego Zarządu Związku Nauczycielstwa Polskiego (1950–1956 i 1966–1972), prezesa Powiatowego Oddziału Towarzystwa Wiedzy Powszechnej (1956–1972), wiceprzewodniczącego Powiatowej Komisji Historii, Kultury i Sztuki przy Prezydium Powiatowej Rady Narodowej w Przasnyszu, przewodniczącego komisji Rewizyjnej Komitetu Powiatowego PZPR (1956–1972). W 1973 r. z okazji 50. rocznicy utworzenia liceum szkoła otrzymała imię Komisji Edukacji Narodowej, dyrektor z gronem nauczycielskim zorganizował zjazd absolwentów i wychowanków.
W 1978 r. jako dyrektor Liceum Ogólnokształcącego w Przasnyszu odszedł na emeryturę. Był dyrektorem w okresie 22 lat, uczył języka polskiego i historii. Wyjechał do Warszawy i tam zamieszkał.
Jest autorem wspomnień, które wydał w 1995 r.: Z pogranicza Mazowsza i Mazur. W 50 rocznicę zakończenia wojny. 6 października 2005 r. w setną rocznicę powstania Związku Nauczycielstwa Polskiego podczas uroczystości w Przasnyszu został odznaczony pamiątkowym medalem 100-lecia ZNP.
Zmarł 29 grudnia 2006 r. w Warszawie w wieku 88 lat. Został pochowany w dniu 5 stycznia 2007 r. na cmentarzu wojskowym na Powązkach (kwatera D22-5-2). W uroczystościach pogrzebowych uczestniczyli obok najbliższej rodziny wychowankowie jego szkoły. Z Przasnysza przybyła oficjalna delegacja Liceum Ogólnokształcącego im. Komisji Edukacji Narodowej, a jego dyrektor wygłosiła laudację.

## Ordery, odznaczenia i wyróżnienia
- Krzyż Kawalerski Orderu Odrodzenia Polski
- Złoty Krzyż Zasługi
- Medal Komisji Edukacji Narodowej
- Złota Odznaka ZNP
- Odznaka „Zasłużony Działacz Kultury”
- pamiątkowym medalem 100-lecia ZNP
- Srebrna Odznaka "Za Zasługi dla OHP"
- Brązowa Odznaka „Za zasługi dla Województwa Ostrołęckiego”
- odznaka Stowarzyszenia Pomocy Szkole
- nagrody od Ministerstwa Oświaty, Kuratora Oświaty